# Owusu Benson
Owusu Benson (født 22. marts 1977) er en tidligere ghanesisk fodboldspiller.

## Ghanas fodboldlandshold
| Ghanas landshold | Ghanas landshold | Ghanas landshold |
| År               | Kmp              | Mål              |
| ---------------- | ---------------- | ---------------- |
| 1999             | 1                | 0                |
| Total            | 1                | 0                |